# Gazoryctra
Gazoryctra är ett släkte av fjärilar som beskrevs av Jacob Hübner 1820. Gazoryctra ingår i familjen rotfjärilar.
Kladogram enligt Dyntaxa:
| Gazoryctra | \| \| Gazoryctra fuscoargentea \| \| \| \| \| \| Gazoryctra ganna \| \| \| \| |
|            | \| \| Gazoryctra fuscoargentea \| \| \| \| \| \| Gazoryctra ganna \| \| \| \| |
|            | Hepialus                                                                      |
|            |                                                                               |
|            | Korscheltellus                                                                |
|            |                                                                               |
|            | Pharmacis                                                                     |
|            |                                                                               |
|            | Phymatopus                                                                    |
|            |                                                                               |
|            | Triodia                                                                       |
|            |                                                                               |
|            | Gazoryctra fuscoargentea                                                      |
|            |                                                                               |
|            | Gazoryctra ganna                                                              |
|            |                                                                               |

|  | Gazoryctra fuscoargentea |
|  |                          |
|  | Gazoryctra ganna         |
|  |                          |

## Bildgalleri

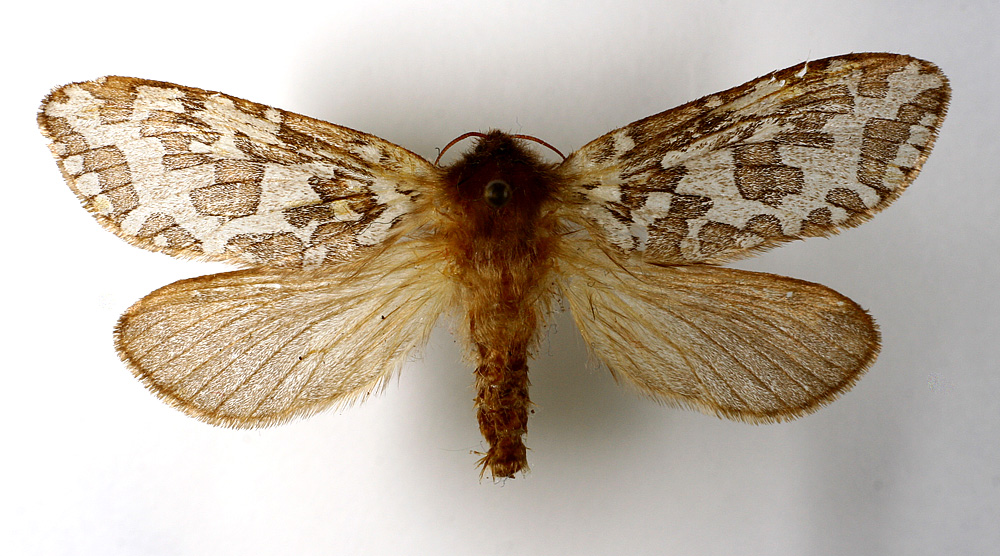
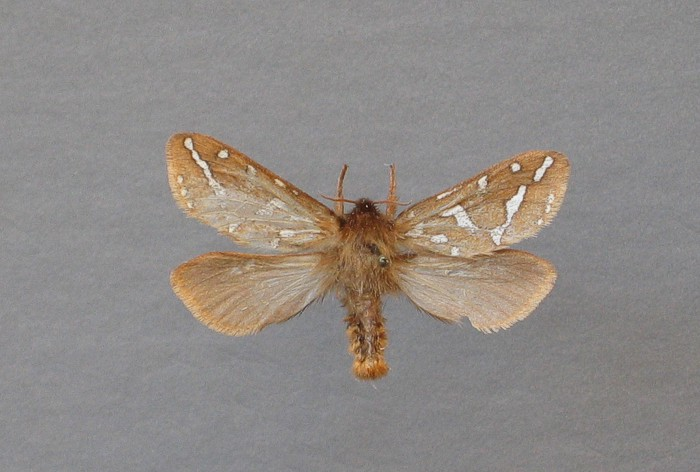
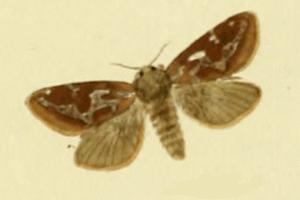